# Bernot
Bernot és un municipi francès situat al departament de l'Aisne i a la regió dels Alts de França. L'any 2007 tenia 443 habitants.

## Demografia

### Població
El 2007 la població de fet de Bernot era de 443 persones. Hi havia 170 famílies de les quals 40 eren unipersonals (24 homes vivint sols i 16 dones vivint soles), 55 parelles sense fills, 51 parelles amb fills i 24 famílies monoparentals amb fills.
La població ha evolucionat segons el següent gràfic:
Habitants censats

### Habitatges
El 2007 hi havia 211 habitatges, 171 eren l'habitatge principal de la família, 21 eren segones residències i 18 estaven desocupats. Tots els 211 habitatges eren cases. Dels 171 habitatges principals, 137 estaven ocupats pels seus propietaris, 27 estaven llogats i ocupats pels llogaters i 8 estaven cedits a títol gratuït; 1 tenia una cambra, 13 en tenien dues, 26 en tenien tres, 48 en tenien quatre i 84 en tenien cinc o més. 115 habitatges disposaven pel capbaix d'una plaça de pàrquing. A 81 habitatges hi havia un automòbil i a 66 n'hi havia dos o més.

### Piràmide de població
La piràmide de població per edats i sexe el 2009 era:
| Homes | Edats   | Dones |
| ----- | ------- | ----- |
| 0     | 95 o +  | 0     |
| 0     | 90 a 94 | 0     |
| 0     | 85 a 89 | 0     |
| 4     | 80 a 84 | 8     |
| 8     | 75 a 79 | 4     |
| 12    | 70 a 74 | 12    |
| 12    | 65 a 69 | 12    |
| 12    | 60 a 64 | 12    |
| 4     | 55 a 59 | 8     |
| 8     | 50 a 54 | 16    |
| 12    | 45 a 49 | 12    |
| 24    | 40 a 44 | 12    |
| 36    | 35 a 39 | 16    |
| 12    | 30 a 34 | 36    |
| 8     | 25 a 29 | 8     |
| 8     | 20 a 24 | 8     |
| 12    | 15 a 19 | 24    |
| 16    | 10 a 14 | 28    |
| 20    | 5 a 9   | 20    |
| 12    | 0 a 4   | 24    |

## Economia
El 2007 la població en edat de treballar era de 268 persones, 186 eren actives i 82 eren inactives. De les 186 persones actives 166 estaven ocupades (93 homes i 73 dones) i 20 estaven aturades (10 homes i 10 dones). De les 82 persones inactives 20 estaven jubilades, 23 estaven estudiant i 39 estaven classificades com a «altres inactius».

### Ingressos
El 2009 a Bernot hi havia 183 unitats fiscals que integraven 467 persones, la mediana anual d'ingressos fiscals per persona era de 15.796 €.

### Activitats econòmiques
Dels 8 establiments que hi havia el 2007, 1 era d'una empresa extractiva, 2 d'empreses de construcció, 2 d'empreses de comerç i reparació d'automòbils, 1 d'una empresa de transport, 1 d'una entitat de l'administració pública i 1 d'una empresa classificada com a «altres activitats de serveis».
Dels 2 establiments de servei als particulars que hi havia el 2009, 1 era un paleta i 1 fusteria.
L'any 2000 a Bernot hi havia 15 explotacions agrícoles que ocupaven un total de 840 hectàrees.

## Equipaments sanitaris i escolars
El 2009 hi havia una escola elemental integrada dins d'un grup escolar amb les comunes properes formant una escola dispersa.

## Poblacions més properes
El següent diagrama mostra les poblacions més properes.